# Air Do

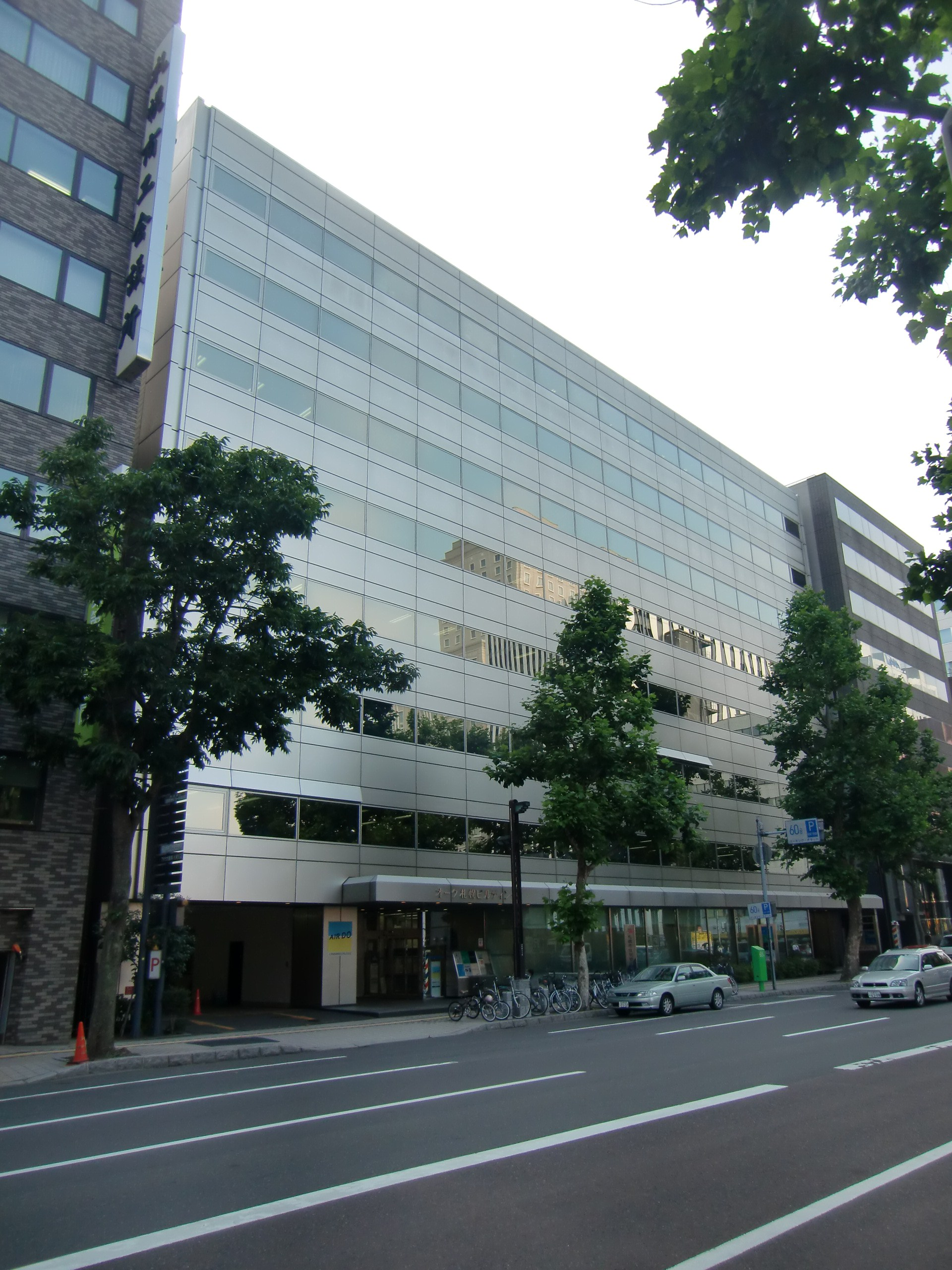
Офисный центр The Oak Sapporo Building, в котором размещается штаб-квартира Air Do (Саппоро)

AIRDO Co., Ltd. (яп. 株式会社エアドゥ Кабусики-гайся Ea Du), ранее действовавшая как Hokkaido International Airlines (яп. 北海道国際航空株式会社 Hokkaidō Kokusai Kōkū Кабусики-гайся), — региональная авиакомпания Японии со штаб-квартирой в Саппоро (Хоккайдо), работающая на рынке регулярных перевозок между островами Хонсю и Хоккайдо в партнёрстве с магистральной авиакомпанией All Nippon Airways.

## История
Авиакомпания Hokkaido International Airlines была основана в 1996 году бизнесменом Хамадой Теруо вскоре после принятия японским правительством закона о дерегулировании коммерческих авиаперевозок на внутренних маршрутах страны, что позволило компаниям устанавливать собственные цены на билеты на этих маршрутах. Хамада привлёк денежные средства от ещё 29 инвесторов, которые были заинтересованы в создании бюджетной авиакомпании для конкуренции с магистральными перевозчиками (All Nippon Airways, Japan Airlines и Japan Air System) на регулярных рейсах между городами Хоккайдо и Токио. Дополнительные вложения поступили также от компаний Kyocera, Tokio Marine & Fire Insurance, Hokkaido Electric Power Company и от органов местного самоуправления Хоккайдо, которые были заинтересованы в снижении стоимости билетов для населения на маршрутах в столицу страны.
Компания начала операционную деятельность под торговой маркой Air Do в декабре 1998 года с рейса Токио-Саппоро. Первым генеральным директором перевозчика стал бывший менеджер японского подразделения авиакомпании Virgin Atlantic. Услуги технического сервиса и наземного обслуживания воздушных судов были переданы на аутсорсинг магистральному перевозчику Japan Airlines. В течение первых месяцев коэффициент загрузки кресел Air Do достиг очень высоких значений, поскольку компания установила тарифы, составлявшие от 60 до 70 % от тарифов других авиакомпаний на этих же маршрутах.
Вслед за Air Do другие компании стали снижать цены на авиабилеты в города Хоккайдо вследствие чего коэффициент заполнения кресел перевозчика упал до 50 %. В 2000 году префектура Хоккайдо дополнительно капитализировало авиакомпанию и назначила одного из своих высокопоставленных чиновников главой Air Do. По причине разразившегося кризиса коммерческих авиаперевозок после террористических атак 11 сентября 2001 года авиакомпания понесла существенные убытки, и получила отказ от правительства Хоккайдо в её дальнейшем финансировании. В июне 2002 года Air Do объявила о начале процедуры реструктуризации собственной деятельности.
Спустя некоторое время Air Do получила дополнительный капитал от специального инвестиционного фонда tokumei kumiai, организованного японским банком Development Bank of Japan, ключевую роль в этих инвестициях сыграла магистральная авиакомпания All Nippon Airways (ANA). Это положило началу совместных проектов между двумя перевозчками, включая код-шеринг и выполнение рейсов под кодами ANA, а также лизинг самолётов Boeing 737 и Boeing 767 у магистрала. В 2008 году инвестиционный фонд был расформирован, после чего в сентябре того же года японский банк, ANA и ряд других инвесторов стали прямыми владельцами акций Air Do.
1 октября 2012 года авиакомпания официально изменила собственное название с «Hokkaido International Airlines Co., Ltd.» на «AIRDO Co., Ltd».
В январе 2015 года, следуя распоряжениям государственного авиационного регулятора, Air Do закрыла наименее прибыльные маршруты в Ниигату, Тояму, Фукусиму и Комацу.

## Корпоративные сведения
Штаб-квартира авиакомпании находится в бизнес-центре Oak Sapporo Building (яп. オーク札幌ビル 'Ōku Sapporo Biru') (Саппоро).
С 27 июня 2019 года президентом Air Do Co., Ltd. является Сусуми Кусано.

## Маршрутная сеть
В августе 2020 года маршрутная сеть авиакомпании Air Do включала следующие пункты назначения:
| Регион   | Город     | Аэропорт                      | Примечания | Ссылки |
| Хоккайдо | Асахикава | Аэропорт Асахикава            |            |        |
| Хоккайдо | Хакодате  | Аэропорт Хакодате             |            |        |
| Хоккайдо | Комацу    | Аэропорт Комацу               | Прекращено | [ 4 ]  |
| Хоккайдо | Кусиро    | Аэропорт Кусиро               |            |        |
| Хоккайдо | Ниигата   | Аэропорт Ниигата              | Прекращено | [ 4 ]  |
| Хоккайдо | Саппоро   | Новый аэропорт Титосе         | Хаб        |        |
| Хоккайдо | Обихиро   | Аэропорт Обихиро              |            |        |
| Хоккайдо | Одзора    | Аэропорт Меманбецу            |            |        |
| Хонсю    | Фукусима  | Аэропорт Фукусима             | Прекращено | [ 4 ]  |
| Хонсю    | Хиросима  | Аэропорт Хиросима             | Прекращено | [ 1 ]  |
| Хонсю    | Кобе      | Аэропорт Кобе                 |            |        |
| Хонсю    | Нагоя     | Международный аэропорт Тюбу   |            |        |
| Хонсю    | Окаяма    | Аэропорт Окаяма               | Прекращено | [ 1 ]  |
| Хонсю    | Сендай    | Аэропорт Сендай               |            |        |
| Хонсю    | Токио     | Международный аэропорт Ханэда | Хаб        |        |
| Хонсю    | Тояма     | Аэропорт Тояма                | Прекращено | [ 4 ]  |

## Флот

### Настоящее время

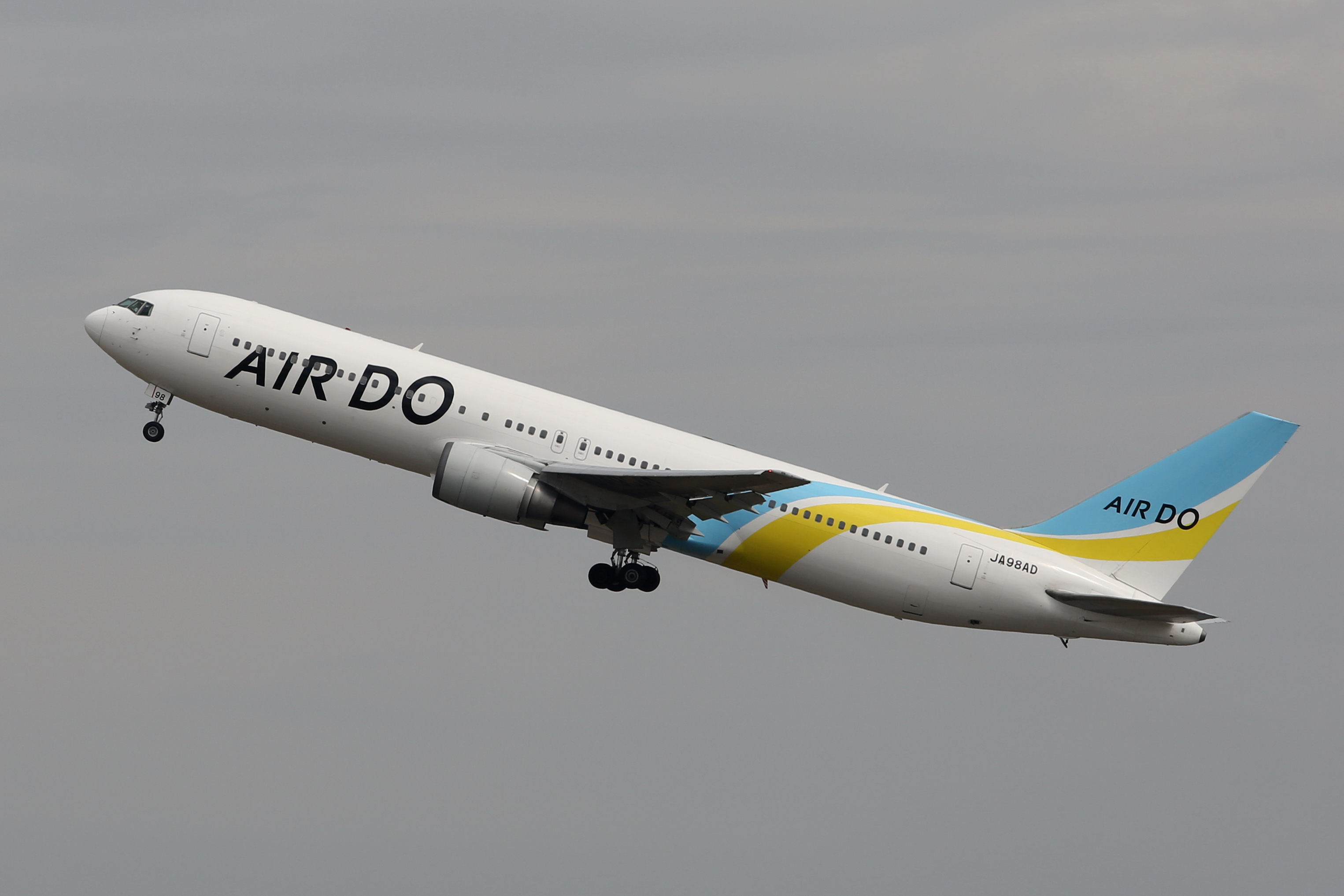
Boeing 767-300ER авиакомпании Air Do

В декабре 2019 года воздушный флот авиакомпании Air Do составляли следующие самолёты:
| Тип самолёта     | В эксплуатации | Заказано | Пассажирских мест | Примечания |
| Boeing 737-700   | 8              | —        | 144               |            |
| Boeing 767-300   | 2              | —        | 270               |            |
| Boeing 767-300ER | 4              | —        | 286               |            |
| Всего            | 14             | —        |                   |            |

### Ранее

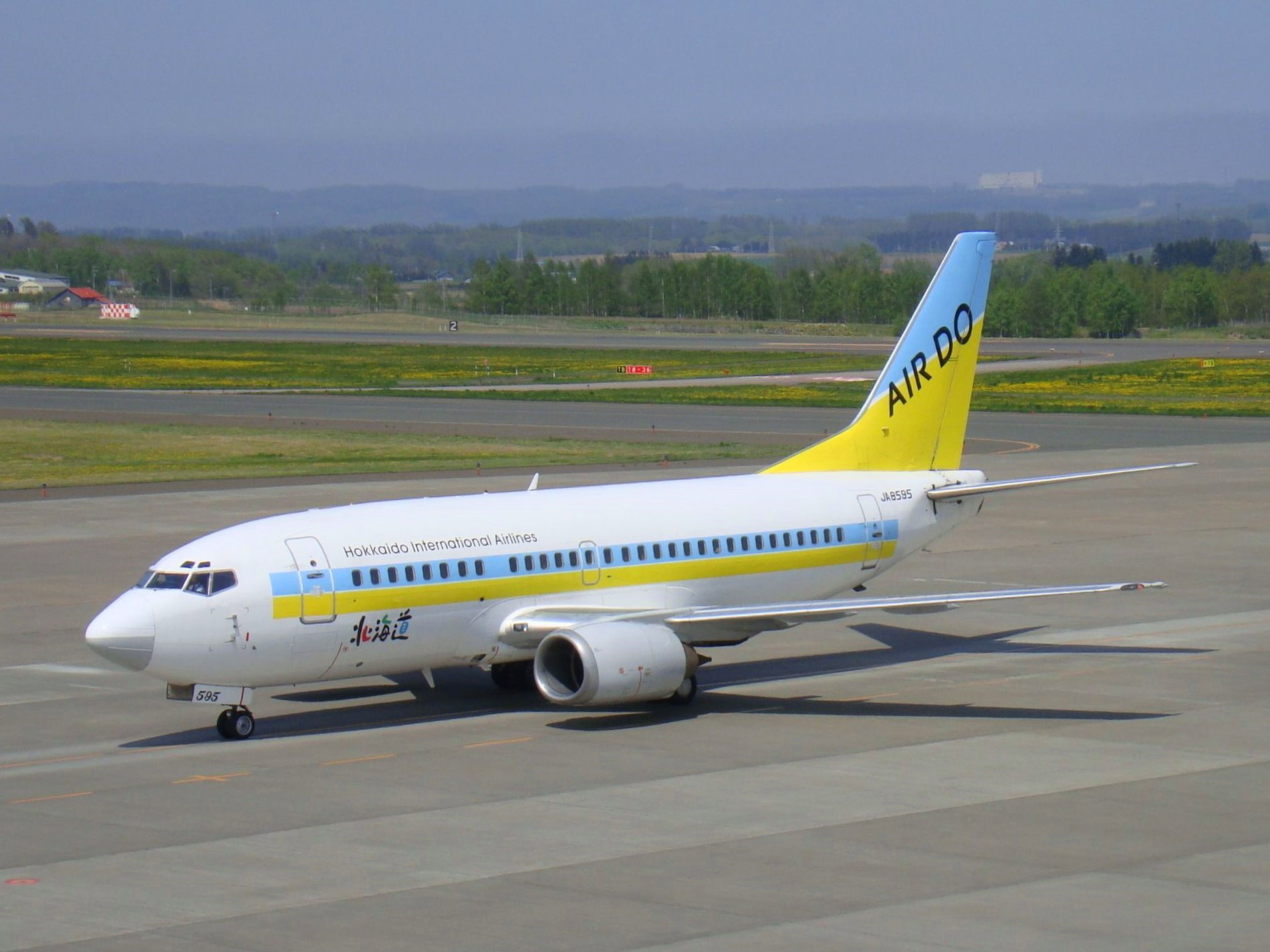
Boeing 737-500 авиакомпании Hokkaido International Airlines

Ранее авиакомпания эксплуатировала следующие лайнеры:
| Тип самолёта   | Всего | Год ввода | Год вывода | Примечания |
| Boeing 737-400 | 2     | 2005      | 2009       |            |
| Boeing 737-500 | 7     | 2008      | 2016       |            |
| Boeing 767-200 | 1     | 2003      | 2005       |            |
| Boeing 767-300 | 2     | 2005      | 2016       |            |